# Mount Gilead (Caroline du Nord)
Pour les articles homonymes, voir Gilead.
Mount Gilead est une ville américaine située dans le comté de Montgomery dans l'État de Caroline du Nord. En 2010, sa population était de 1 181 habitants.

## Démographie
| 1900 | 1910 | 1920 | 1930  | 1940 | 1950  |
| ---- | ---- | ---- | ----- | ---- | ----- |
| 395  | 723  | 975  | 1 011 | 915  | 1 201 |

| 1960  | 1970  | 1980  | 1990  | 2000  | 2010  |
| ----- | ----- | ----- | ----- | ----- | ----- |
| 1 229 | 1 286 | 1 423 | 1 336 | 1 389 | 1 181 |

## Source de la traduction
- (en) Cet article est partiellement ou en totalité issu de l’article de Wikipédia en anglais intitulé « Mount Gilead, North Carolina » (voir la liste des auteurs).